# Tom și Jerry: Pe mustața mea!
Tom și Jerry: Pe mustața mea! (În engleză Tom and Jerry: Shiver Me Whiskers) este un film de animație și de comedie american produs în anul 2006 și a fost regizat de Scott Jeralds și Tom Minton. Acesta îi are în distribuție pe Tom și Jerry.

## Premis
Tom se îmbarcă pe corabie pe postul de pisoi de cabina sub comanda celui mai rău pirat al mării, Căpitanul Roșu. Obosit de spălatul punții, Tom se gândește că a dat norocul peste el atunci când observă că la bordul vasului apare o sticlă misterioasă care conține harta unei comori. Visul lui Tom de a găsi o comoară doar pentru el se ruinează când constată că sticla mai conține un șoricel clandestin pe nume Jerry.

## Dublajul în limba română

### Versiunea Cartoon Network/Boomerang
Dublajul a fost realizat de Zone Studio Oradea.
- Pavel Sârghi - Tom, Papagal roșu
- Richard Balint - Jerry
- Sebastian Lupu - Pirat mov
- Mirela Corbeanu - Papagal albastru
- Sorin Ionescu - Craniu, Schelet
- Ion Ruscuț - Pirat roșu
- Adrian Moraru - Pirat albastru
- Alexandru Rusu - Spike, Papagal mov
- Florian Silaghi - Pirat

### Versiunea DVD
Dublajul a fost realizat de studioul Empire Video Production.
- Au dublat în limba română:

- Marius Săvescu - Tom, Pirat albastru, Papagal mov
- Ernest Fazekaș - Jerry
- Petre Lupu - Pirat mov, Craniu, Schelet, Spike, Pirat roșu
- Neculai Predica - Papagal roșu
- Anca Artimon - Papagal albastru
- Gabriel Răuță - Pirat

- Inginer de sunet: Florin Millian

- Regia: Laurean Gherman.

## Notă
- Nu ca și celelalte filme direct-pe-video cu Tom și Jerry, acesta folosește în mod extensiv efectele și muzica audio din desenele animate clasice MGM, printre care și celebrul țipăt al lui Tom. Scorurile muzicale ale lui Mark Watter tind de asemenea să fie cât mai mult la fel ca cele ale lui Scott Bradley.

## Legături externe
- Tom și Jerry: Pe mustața mea! la Internet Movie Database